# Montelifré
Montelifré (già Monterifredi o Montelifredi) è una località del comune italiano di Montalcino, nella provincia di Siena, in Toscana.
Il borgo, già castrum degli Scialenghi Cacciaconti passata a Spinello Tolomei nel 1323/1328 e proprietà dal 1348 della famiglia Martinozzi da Montepulciano si articola lungo un'unica strada, con una porta d'accesso a ciascuna delle due estremità dell'abitato (attualmente l'ingresso è costituito solo dalla porta meridionale). Lungo la strada si trovano la casa padronale, con alcuni ambienti affrescati, e la chiesa di San Biagio, dipendente da quella delle Sante Flora e Lucilla di Montisi. Tutti gli edifici sono dominati dai ruderi dell'antica rocca, pesantemente danneggiata nel corso del XVI secolo durante le vicende che decretarono la fine della Repubblica di Siena e successivamente mai ricostruita.
È una delle località che compaiono nella mappa della Val di Chiana di Leonardo da Vinci.

## Storia
Montelifré, il cui nome è un'evoluzione di Monteranfredi, da Ranfredo, il fondatore di origini franche, sorse sulla strada che collegava Castelmuzio con Trequanda, importanti per le loro pievi, probabilmente sul luogo in cui già esisteva un castrum romano. Nel 1213 il primo documento certo: sedici capofamiglia del paese giurarono di stare sotto il dominio della Repubblica senese. I Cacciaconti degli Scialenga, signori di Montisi e provenienti da Asciano, rimasero nel paese sino al 1328, quando fu comprato da Spinello della Consorteria dei Tolomei, da questi ai Martinozzi di Montepulciano che determinarono, nel Quattrocento, la fine del comune di Montelifré. Essendo i Martinozzi una famiglia filo-pontificia, il paese fu assediato e distrutto dalle truppe senesi nel 1527 e ricostruito nei secoli XVII e XVIII sempre sotto la potestà della famiglia poliziana. La chiesa di San Biagio fu posta sotto la cura spirituale della Cura delle Sante Flora e Lucilla di Montisi e vi fu anche una piccola fabbrica di docci e tegole in laterizio attiva fino al xix secolo, come anche un filatoio per la seta. Il borgo, le cui case sono state in maggioranza ristrutturate, è attualmente (2024) abitato dalle famiglie dei diversi proprietari che vi risiedono durante tutto l'anno, alcuni appartamenti sono stati adibiti ad uso turistico.

## Monumenti e luoghi d'interesse
Il borgo è attraversato da sud a nord dalla vecchia strada medievale, ai cui estremi si trovano due porte: all'ingresso sud vi è un arco settecentesco; a nord un arco medievale in pietra con antiporta. In prossimità della porta settecentesca si trova un piccolo parco, dove c'è un caratteristico pozzo in mattoni. Passata la porta settecentesca, vi è subito una diramazione della strada: a destra si va verso i ruderi dell'antica rocca, a sinistra verso la porta nord; fra i due rami della strada una colonna dedicata al Beato Giovanni Martinozzi da Montepulciano, comunemente ricordata come "la Colonna". I ruderi della rocca sono una serie di mura in rovina realizzate con blocchi di pietra; il maggiore, che sovrasta una parte delle costruzioni di Montelifré è visibile anche da Montisi, è la cosiddetta "Muraglia" con grande foro al centro. A sinistra, invece, dirimpetto ai ruderi, vi è il palazzetto padronale che conserva, sul lato verso la valle, una torre trecentesca. Di fianco al palazzo vi è la piccola chiesa dedicata a San Biagio a navata unica e una cappella laterale con altare dedicato al Beato Giovanni Martinozzi, martirizzato in Egitto nel 1345. Nel presbiterio, coperto con una piccola volta a cupola, vi è il bell'altare in stucco sopra il quale, fra due colonne corinzie, si trova una tela raffigurante Gesù Crocifisso con Santi. Nella Chiesa, da cui dopo ripetuti tentativi di furto, sono stati rimossi i quadri e gli arredi. Il Pievano di Montisi celebra il 3 febbraio, giorno di San Biagio, la Messa dedicatoria.